# Пътелейски манастир
Пътелейският манастир „Свети Пантелеймон и Евула“ (на гръцки: Αγίου Παντελεήμονα και Ευβούλης) е православен женски манастир край леринското село Пътеле (Агиос Пантелеймонас), Гърция, част от Леринската, Преспанска и Еордейска епархия на Вселенската патриаршия, под управлението на Църквата на Гърция.
Манастирът е основан в 2004 година от митрополит Теоклит Лерински в близост до останките на стар манастир, западно от Пътеле между Петърското и Островското езеро. Старият манастир е унищожен през XIX век след повишаване на нивото на Островското езеро. В църквата се пази ценна икона на Свети Пантелеймон от XIX век.